# Agent specjalny Oso
Agent specjalny Oso (ang. Special Agent Oso, 2009–2012) – amerykański serial animowany, który emitowany był w bloku Playhouse Disney na kanale Disney Channel oraz na osobnym kanale Playhouse Disney (od 1 września 2010).
Kreskówka była emitowana w Polsce od 18 maja 2009 roku.

## Fabuła
Serial opowiada o pandzie imieniem Oso, który wykonuje zadania specjalne. Pomaga dzieciom na każde wezwanie pana Dosa, który najpierw analizuje, czego trzeba danemu dziecku, a potem wysyła sygnał do Agenta Oso. Po udzieleniu wskazówek od centrali jedzie pomagać dzieciom. W tym serialu dzieci także pomagają Agentowi Oso, w przypadku gdy on czegoś nie wie.

## Odcinki
- Premiery w Polsce:
  - I seria – 18 maja 2009 roku,
- Serial jest emitowany na antenie Disney Channel, w bloku Playhouse Disney.
- 1 września 2010 roku serial pojawił się na antenie kanału Playhouse Disney.

### Spis odcinków
| Premiera odcinka | N/o | Polski tytuł                       | Angielski tytuł                  |
| ---------------- | --- | ---------------------------------- | -------------------------------- |
|                  |     |                                    |                                  |
| SERIA PIERWSZA   |     |                                    |                                  |
|                  |     |                                    |                                  |
| 18.05.2009       | 01  | Życzenia dla babci                 | To Grandma With Love             |
| 26.05.2009       | 01  | Żółte kwiaty                       | Gold Flower                      |
|                  |     |                                    |                                  |
| 20.05.2009       | 02  | Czysty ząb to zdrowia znak         | Never Say No Brushing Again      |
| 21.05.2009       | 02  | Dziewczynka z książką              | The Girl With The Golden Book    |
|                  |     |                                    |                                  |
| 22.05.2009       | 03  | Skakanka bawi nas                  | Live and Jump Rope               |
| 25.05.2009       | 03  | Fotka kotka                        | A View To A Kitten               |
|                  |     |                                    |                                  |
| 19.05.2009       | 04  | Biblioteka to wspaniałe miejsce    | A View To A Book                 |
| 27.05.2009       | 04  | Latający romb                      | Diamonds Are For Kities          |
|                  |     |                                    |                                  |
| 28.05.2009       | 05  | Prezent dla przyjaciela            | The Boy With The Golden Gift     |
| 29.05.2009       | 05  | Wspaniałe urodziny                 | Birthdays Are Forever            |
|                  |     |                                    |                                  |
| brak danych      | 06  | Wielka karuzela                    | Carousel Royale                  |
| brak danych      | 06  | Spadający liść                     | Leaf Raker                       |
|                  |     |                                    |                                  |
| brak danych      | 07  | Czerwone truskawki                 | Thunder Berries                  |
| brak danych      | 07  | Przechowajmy kwiatki               | Flowers Are Forever              |
|                  |     |                                    |                                  |
| brak danych      | 08  | Twój słodki królik                 | For Your Nice Bunny              |
| brak danych      | 08  | Przepis na placki                  | For Pancakes With Love           |
|                  |     |                                    |                                  |
| brak danych      | 09  | Licencja na sprzątanie             | License To Clean                 |
| brak danych      | 09  | Specjalna sałatka dla kuzynki      | On Her Cousin's Special Salad    |
|                  |     |                                    |                                  |
| brak danych      | 10  | Schowasz się jutro                 | Hide Another Day                 |
| brak danych      | 10  | Czystość i blask                   | Live And Let Dry                 |
|                  |     |                                    |                                  |
| brak danych      | 11  | Doktor Wyłącz                      | Dr. Off                          |
| brak danych      | 11  | Licencja na ubranie                | License to Dress                 |
|                  |     |                                    |                                  |
| brak danych      | 12  | Ośmiornica                         | Octo-Puzzle                      |
| brak danych      | 12  | Wystarczy jedna walizka            | One Suitcase Is Now Enough       |
|                  |     |                                    |                                  |
| brak danych      | 13  | Wszystko przez kilka słów          | The Girl Who Cheered Me          |
| brak danych      | 13  | Ćwiczyć i chcieć                   | License To Twirl                 |
|                  |     |                                    |                                  |
|                  | 14  | Zrób prezentację                   | For Show and Tell Only           |
|                  | 14  | Dasz sobie radę na bank            | Piggy Bank Royale                |
|                  |     |                                    |                                  |
| brak danych      | 15  | Trzy koła to nie dość              | Three Wheels Are Not Enough      |
| brak danych      | 15  | Małe zoo                           | A Zoo to a Thrill                |
|                  |     |                                    |                                  |
| brak danych      | 16  | Grę w klasy już znam               | Hopscotch Royale                 |
| brak danych      | 16  | Sukces masz w planie               | Goldringer                       |
|                  |     |                                    |                                  |
| brak danych      | 17  | Powróci znów blask                 | The Living Flashlight            |
| brak danych      | 17  | Twój piaskowy zamek                | Sand Castle Royale               |
|                  |     |                                    |                                  |
|                  | 18  | Pomóc może chłód                   | License to Chill                 |
|                  | 18  | To świetlika blask                 | GoldenFly                        |
|                  |     |                                    |                                  |
|                  | 19  | Najprawdziwszy zuch                | Tie Another Day                  |
|                  | 19  | To trudna i ważna rzecz            | You Only Start Pre-School Once   |
|                  |     |                                    |                                  |
| brak danych      | 20  | Złote piórko                       | Goldfeather                      |
| brak danych      | 20  | Autobus numer 5                    | Live and Let Ride                |
|                  |     |                                    |                                  |
| brak danych      | 21  | To nie jest trudne                 | For Your Ice Only                |
| brak danych      | 21  | Zabezpiecz się przed mrozem        | Coldfingers                      |
|                  |     |                                    |                                  |
|                  | 22  | Zakupy są przyjemnością            | For Your Pies Only               |
|                  | 22  | To nie takie trudne                | The Plates Are Not Enough        |
|                  |     |                                    |                                  |
| 10.2010          | 23  | Musisz się pospieszyć              | Nobody Draws It Better           |
|                  | 23  | Tańczące bańki                     | ThunderBubble                    |
|                  |     |                                    |                                  |
|                  | 24  | Niech ta praca nas nie nudzi       | Recycling is Forever             |
|                  | 24  | Nie są to cuda                     | Goldswinger                      |
|                  |     |                                    |                                  |
| SERIA DRUGA      |     |                                    |                                  |
|                  |     |                                    |                                  |
| 23.01.2011       | 25  | Samolot własny masz                | Another Way to Fly               |
| 23.01.2011       | 25  | Na piłkę już czas                  | A View to a Ball                 |
|                  |     |                                    |                                  |
|                  | 26  | Wciśnij gaz!                       | Dr. Go                           |
|                  | 26  | Na łóżku miej porządek             | For Your Bed Only                |
|                  |     |                                    |                                  |
|                  | 27  | Jak chińczyk to rób                | From China With Love             |
|                  | 27  | Wrzuć do kosza                     | Thunderbasket                    |
|                  |     |                                    |                                  |
|                  | 28  | Na hulajnodze                      | Goldscooter                      |
|                  | 28  | Chłopiec, który ma kolorowe kredki | The Boy With the Colored Crayons |
|                  |     |                                    |                                  |